# Pinot-noir d'Alsace
Le pinot-noir d'Alsace, ou alsace pinot-noir, est un vin rouge français produit dans le vignoble d'Alsace à partir du cépage pinot noir. Il s'agit d'une dénomination de cépage au sein de l'appellation alsace.
Les pinots noirs d'Alsace sont le plus souvent classés comme vins rosés (ou clairet ou Schillerwein), mais il existe aussi des rouges.

## Histoire
Le pinot noir apparait en Alsace au Moyen Âge en provenance de la Bourgogne. Les sources mentionnent régulièrement du vin rouge alsacien, notamment les inventaires de caves des abbayes et les dîmes de vin prélevées par l’Église ; le pinot noir n'est alors qu'un des cépages noirs parmi tous ceux qui sont cultivés pour produire du vin rouge.
Son déclin commence à la fin du XVIe siècle puis s'accélère à la suite des ravages de la guerre de Trente Ans ; l'habitude de faire des vins rouges ne subsiste que dans quelques localités au XXe siècle, principalement Ottrott, Rodern et Marlenheim.
L'appellation d'origine « vins d'Alsace » est créée par l'ordonnance du 2 novembre 1945, puis devient appellation d'origine contrôlée par le décret du 3 octobre 1962, avant que ne soient définis des dénominations de cépage en 1971 ainsi que le cahier des charges de la production et de la commercialisation (décrets du 2 janvier 1970 et du 30 juin 1971) achevé par l'obligation de la mise en bouteille (loi du 5 juillet 1972) dans des flûtes (décret du 30 juin 1971).
Depuis les années 1990, la surface plantée en Alsace est en hausse mais les surfaces restent modestes en comparaison de celles de la Bourgogne, de la Champagne et de la vallée de la Loire. Le cahier des charges de la dénomination est celui de l'appellation alsace, dernièrement modifié en mai 2025.

### Étymologie
La dénomination porte le nom de la région, dont la signification donne lieu à plusieurs théories.
Quant à pinot noir, il s'agit du nom du cépage.

## Situation géographique

### Géologie et orographie
Les sols sont très variés, avec :
- sur le haut des pentes des collines sous-vosgiennes des roches anciennes, tels que du granite, du gneiss ou de l'ardoise ;
- au piémont et en plaine des couches de calcaires ou de marnes recouvertes par du limon.

### Climatologie
À l'ouest, les Vosges protègent du vent et de la pluie la région de production des vins d'Alsace. Les vents d'ouest dominants perdent leur humidité sur le versant occidental des Vosges et parviennent sous forme de foehn, secs et chauds, dans la plaine d'Alsace. La quantité moyenne de précipitations est la plus faible de tous les vignobles français.
De ce fait, le climat est plus tempéré (avec une température annuelle moyenne plus haute de 1,5 °C) que ce qui serait attendu à cette latitude. Le climat est continental et sec avec des printemps chauds, des étés secs et ensoleillés, de longs automnes et des hivers froids.
La station météo de Strasbourg (150 mètres d'altitude) se trouve à l'extrémité nord de l'aire d'appellation, mais au bord du Rhin. Ses valeurs climatiques de 1961 à 1990 sont :
| Mois                              | jan. | fév. | mars | avril | mai  | juin | jui. | août | sep. | oct. | nov. | déc. | année |
| --------------------------------- | ---- | ---- | ---- | ----- | ---- | ---- | ---- | ---- | ---- | ---- | ---- | ---- | ----- |
| Température minimale moyenne (°C) | −1,7 | −0,9 | 1,6  | 4,6   | 8,6  | 11,7 | 13,4 | 13,1 | 10,3 | 6,5  | 2,1  | −0,7 | 5,7   |
| Température moyenne (°C)          | 0,9  | 2,5  | 6    | 9,6   | 13,8 | 17   | 19,1 | 18,6 | 15,5 | 10,6 | 5,2  | 1,9  | 10,1  |
| Température maximale moyenne (°C) | 3,5  | 5,8  | 10,4 | 14,6  | 19   | 22,2 | 24,7 | 24,2 | 20,8 | 14,7 | 8,2  | 4,5  | 14,4  |
| Ensoleillement (h)                | 42   | 78   | 122  | 161   | 197  | 212  | 240  | 215  | 168  | 101  | 58   | 43   | 1 637 |
| Précipitations (mm)               | 33,1 | 34,3 | 36,6 | 48    | 74,5 | 74,6 | 56,8 | 67,8 | 55,5 | 43   | 46,6 | 39,9 | 610,5 |

La station météo de Colmar (209 mètres d'altitude) se trouve au milieu de l'aire d'appellation, mais en plaine. Ses valeurs climatiques de 1961 à 1990 sont :
| Mois                              | jan. | fév. | mars | avril | mai  | juin | jui. | août | sep. | oct. | nov. | déc. | année |
| --------------------------------- | ---- | ---- | ---- | ----- | ---- | ---- | ---- | ---- | ---- | ---- | ---- | ---- | ----- |
| Température minimale moyenne (°C) | −2,1 | −1,1 | 1,4  | 4,5   | 8,3  | 11,5 | 13,3 | 12,9 | 10,2 | 6,3  | 1,8  | −1   | 5,5   |
| Température moyenne (°C)          | 0,9  | 2,6  | 6,1  | 9,7   | 13,8 | 17,1 | 19,3 | 18,8 | 15,8 | 10,9 | 5,3  | 1,9  | 10,2  |
| Température maximale moyenne (°C) | 3,8  | 6,3  | 10,8 | 15    | 19,3 | 22,7 | 25,3 | 24,7 | 21,5 | 15,5 | 8,7  | 4,8  | 14,9  |
| Ensoleillement (h)                | 53   | 83   | 128  | 165   | 200  | 223  | 246  | 222  | 176  | 117  | 68   | 52   | 1 724 |
| Précipitations (mm)               | 35,5 | 32,2 | 37,7 | 46,7  | 67   | 67,2 | 59,3 | 63,3 | 46,7 | 37,9 | 47,7 | 40,2 | 581,4 |

La station météo de l'aéroport Bâle-Mulhouse (267 mètres d'altitude) se trouve à l'extrémité sud de l'aire d'appellation, encore une fois en plaine. Ses valeurs climatiques de 1961 à 1990 sont :
| Mois                              | jan. | fév. | mars | avril | mai  | juin | jui. | août | sep. | oct. | nov. | déc. | année |
| --------------------------------- | ---- | ---- | ---- | ----- | ---- | ---- | ---- | ---- | ---- | ---- | ---- | ---- | ----- |
| Température minimale moyenne (°C) | −2,2 | −1,1 | 1,4  | 4,3   | 8,3  | 11,5 | 13,5 | 13,2 | 10,6 | 6,7  | 1,9  | −1,1 | 5,6   |
| Température moyenne (°C)          | 0,8  | 2,5  | 5,9  | 9,4   | 13,5 | 16,9 | 19,2 | 18,7 | 15,7 | 11,1 | 5,3  | 1,8  | 10,1  |
| Température maximale moyenne (°C) | 3,8  | 6,2  | 10,3 | 14,4  | 18,8 | 22,2 | 24,8 | 24,1 | 20,9 | 15,4 | 8,8  | 4,8  | 14,6  |
| Ensoleillement (h)                | 65   | 86   | 124  | 164   | 197  | 218  | 250  | 222  | 175  | 126  | 80   | 61   | 1 768 |
| Précipitations (mm)               | 53,9 | 50,5 | 49,5 | 58,5  | 76,3 | 73,6 | 62,9 | 79,9 | 54,7 | 49,2 | 58,1 | 54,5 | 721,7 |

## Vignoble

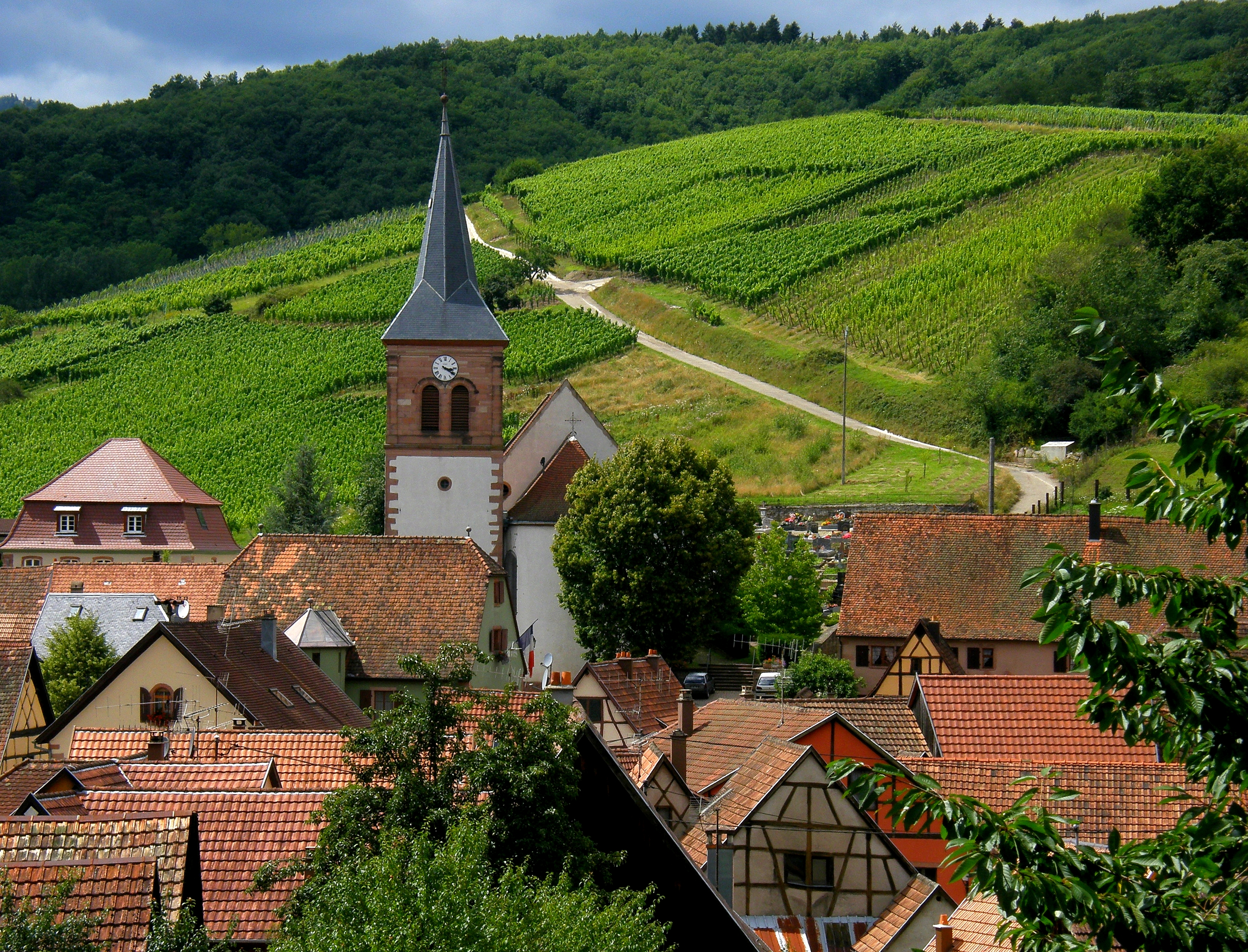
Le village d'Albé et ses vignes, notamment de pinot noir (juillet 2009).

### Présentation
La dénomination alsace pinot-noir peut être produite sur l'ensemble des communes du vignoble d'Alsace faisant partie de l'aire de production de l'appellation alsace.
Le Pinot-noir d'Alsace représente 11% de la production des vins d'Alsace : 114 801 hectolitres sur un total de 1 028 705 hectolitres en 2019.

### Dénominations géographiques
Une procédure de demande de modification du cahier des charges de l'appellation alsace est en cours depuis octobre 2010, comprenant notamment la demande de reconnaissance de plusieurs dénominations géographiques, dont quatre pour la production de vins rouges élaborés avec du pinot noir :
- Ottrott (communes d'Ottrott et d'Obernai) ;
- Rodern (communes de Rodern et de Saint-Hippolyte) ;
- Saint-Hippolyte (commune de Saint-Hippolyte) ;
- Côte de Rouffach (communes de Pfaffenheim, de Rouffach et de Westhalten).

### Encépagement
Le seul cépage autorisé est le pinot noir N. Il s'agit d'un cépage capricieux, craignant nombre de maladies. Il débourre précocement, ce qui fait qu'il est sensible aux gelées printanières, notamment en plaine ou en bas des coteaux.

### Rendements
En 2009, les rendements autorisés étaient au maximum de 75 hectolitres par hectare pour les rosés et de 60 pour les rouges, sans plafond limite de classement.

## Vins

### Vinification et élevage
La coloration du moût nécessite une macération du grain de raisin dans le jus ; en effet, le pinot noir est un cépage rouge à jus blanc. Seule la pellicule comporte les anthocyanes colorantes.
Dans le cas du vin rosé, la macération ne dure que quelques heures. Elle est interrompue dès que la couleur désirée est atteinte. La suite de la vinification se fait de la même manière que pour la vinification en blanc.
Dans le cas du vin rouge, la macération dure le temps de la fermentation alcoolique. Outre la couleur, elle permet de solubiliser les tanins. Le pressurage intervient à ce moment-là pour séparer le vin du marc de raisin. Le vin subit alors la fermentation malolactique. Elle transforme l'acide malique à deux groupes carboxyle, en acide lactique qui n'en comporte qu'un. L'opération conduit à une désacidification naturelle du vin ; elle arrondit le vin, le rend plus souple et moins âpre.

### Gastronomie
L'alsace-pinot-noir est le plus souvent un vin à la robe d'un rose clair, léger (très peu tannique) et fruité (petits fruits rouges et noirs) ; plus récemment certains producteurs en font un rouge à la robe sombre, avec un nez et une bouche boisés (à cause de l'élevage en fût ou en foudre), un peu tannique.
Les rosés sont à consommer rapidement, les rouges se gardent de deux à dix ans. À servir entre 10 et 14.
Les pinots noirs d'Alsace s'accordent avec la cuisine alsacienne, notamment avec les plat nécessitant un vin rouge.

## Économie

### Bouteilles
Les vins d'Alsace doivent être mis en bouteille uniquement dans des flûtes du type « vin du Rhin » de 75 centilitres, réglementée par des décrets.

### Liste de producteurs
- Xavier Schoepfer, à Wintzenheim ;
- etc.